# Juan de Garay
Juan de Garay (1528-1583) fue un explorador, conquistador y gobernante colonial español, perteneciente al clan de los Ortiz de Zárate, importantes funcionarios reales en la Audiencia de Charcas, fundadores, conquistadores y encomenderos en el  Norte Argentino, pertenecientes a la Corriente colonizadora del Virreinato del Perú. Se destacó por su actuación en la gobernación del Río de la Plata y del Paraguay por haber sido el fundador de la ciudad de Santa Fe en 1573 en su primera ubicación, por lo cual fue asignado al año siguiente como su teniente de gobernador, para convertirse en 1577 en el teniente de gobernador general de Asunción. Al ser ya gobernador del territorio desde el año 1578, fundó la ciudad de Buenos Aires en 1580 con el nombre de Ciudad de la Trinidad, en el lugar donde en 1536 Pedro de Mendoza había instalado —sin ninguna formalidad correspondiente a una «fundación» para el criterio español— un fuerte, de efímera vida, con el nombre de Real de Nuestra Señora Santa María del Buen Ayre.

## Biografía hasta el viaje al virreinato peruano

### Origen familiar y primeros años
Juan de Garay habría nacido en 1528 en un lugar por determinar del nordeste de la ya unificada Corona de España. Su lugar exacto de nacimiento es polémico: mientras unas fuentes señalan a la ciudad vizcaína de Orduña, otras apuntan al  municipio burgalés de Junta de Villalba de Losa. Si bien ambas localidades son vecinas y ambas pertenecían a la corona de Castilla, Orduña quedaba englobada dentro del señorío de Vizcaya. En 1379 el rey Juan I de Castilla por herencia materna se convierte también en señor de Vizcaya y así en adelante sus descendientes. Juan de Garay se definía como «vizcaíno» y así lo expresaría su descendencia. No se ha encontrado la fe de bautismo de Garay ni en Losa ni en Orduña.
No hay apenas referencias a la infancia de Juan de Garay. Si en cuanto al lugar de nacimiento hay dudas, también las hay en cuanto al año. No se sabe a ciencia cierta cuándo nació realmente y podría situarse entre diciembre de 1527 y enero de 1529, y muchas veces aparece el año 1528, más aceptado por ser el promedio de ambas fechas y por contener la de su antroponimia que sería el 24 de junio, ya que su nombre no lo heredaba de su progenitor y ni del de su padrastro, como tampoco del de sus abuelos paternos ni maternos, como era costumbre dentro de los linajes nobles.
Su madre era Lucía de Mendieta y Zárate (n. Orduña, ca. 1512) y su padre fue el noble Clemente López de Ochandiano y Hunciano (n. Orduña, ca. 1491), un hijo de los hidalgos Diego López de Ochandiano y de María de Hunciano, pero sería criado por su tío materno, el licenciado Pedro Ortiz de Zárate y Mendieta (Orduña, ca. 1500 - Lima, 1547), hasta que su madre se uniera en matrimonio con Martín de Garay quien lo reconoció como su hijo, dándole su apellido, aunque Juan de Garay ostentaría el blasón de Ochandiano de su verdadero progenitor: "grifo con bordura cargada con ocho aspas".
La versión que apoya a Orduña como el lugar de nacimiento de Garay dice que el día 7 de octubre de 1535, debido a un fuerte incendio de esta localidad, la familia de Garay debió trasladarse al vecino pueblo de Villalba de Losa, en donde su tío Pedro y su esposa Catalina Uribe y Salazar eran propietarios de otras casas, ya que su palacio en aquella ciudad se había incendiado.
En el año 1543, cuando Garay contaba con unos 15 o 16 años de edad, acompañó a su familia materna al gran Virreinato del Perú, ya que su tío Pedro Ortiz de Zárate había sido nombrado oidor de la Real Audiencia de Lima con el nuevo virrey Blasco Núñez Vela quien portaba las famosas ordenanzas del emperador Carlos V, conocidas como Leyes Nuevas, que había sancionado en Barcelona el 20 de noviembre de 1542 con el objetivo de mejorar el trato y calidad de vida de los aborígenes sometidos en América y además mandaba quitar las encomiendas a los que habían participado en el bando pizarrista durante la guerra civil peruana.

### Llegada al Virreinato del Perú
Juan de Garay y su familia de parte materna: sus tíos Pedro y Catalina, además de sus primos —el primogénito Pedro Ortiz de Zárate, Ana de Salazar y el menor Francisco de Uribe— zarparon hacia América el 3 de noviembre de 1543 desde el puerto de Sanlúcar de Barrameda.

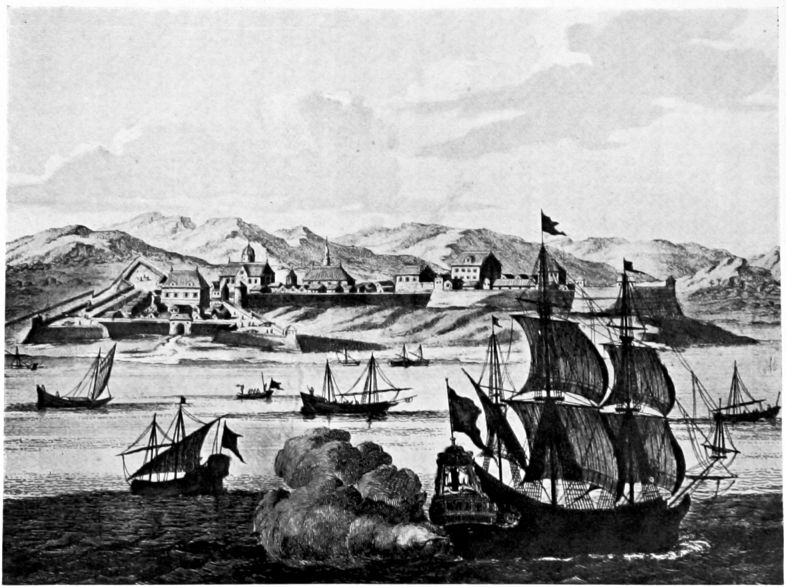
Puerto caribeño Nombre de Dios, adonde arribó Juan de Garay y su familia materna.

Hicieron escala en las islas Canarias, cruzaron el océano Atlántico y el mar Caribe para llegar el 10 de enero del siguiente año al puerto indiano de Nombre de Dios en Centroamérica, y posteriormente por tierra pasaron a la Ciudad de Panamá. Por diferentes motivos, los Ortiz de Zárate retrasaron su llegada a Sudamérica que lo harían a través del océano Pacífico, y entraron en Lima el 10 de septiembre de 1544.
Además de su tío que ocuparía el cargo de oidor, compondrían la recién fundada Real Audiencia: Diego Vásquez de Cépeda, Juan Álvarez y Juan Lissón de Tejada. La futura rigidez en el gobierno del virrey Núñez Vela por disposición imperial generó enfrentamientos, que llevaron a una nueva guerra civil con los partidarios de Gonzalo Pizarro. El joven Garay fue fiel a su tío que estaba de parte del virrey y más adelante participaría activamente contra Pizarro.
En marzo de 1547 murió su tío materno Ortiz de Zárate, después de recibir la visita de su yerno Blas de Soto —un hermano uterino de Gonzalo Pizarro— que se había casado con su única hija, Ana de Salazar.
En aquellos enfrentamientos civiles Juan de Garay había conocido en su morada al vascongado Martín de Robles quien al fallecimiento del tío de aquel, se aposentó unos días en casa del difunto ya que el desamparado Garay con tan solo diecinueve años de edad no sabría qué hacer, por lo cual, lo convenció para empuñar las armas contra los insurrectos, y posteriormente se transformaría en un excelente soldado.
Juan de Garay hizo la campaña de La Gasca, en la que participaba el capitán Robles, hasta la batalla de Jaquijahuana o del valle de Sacsahuana del 9 de abril de 1548, a 25 km del Cuzco.

## Campañas de colonización del Tucumán y del oriente de Charcas

### Cofundador y traslados de la ciudad de El Barco

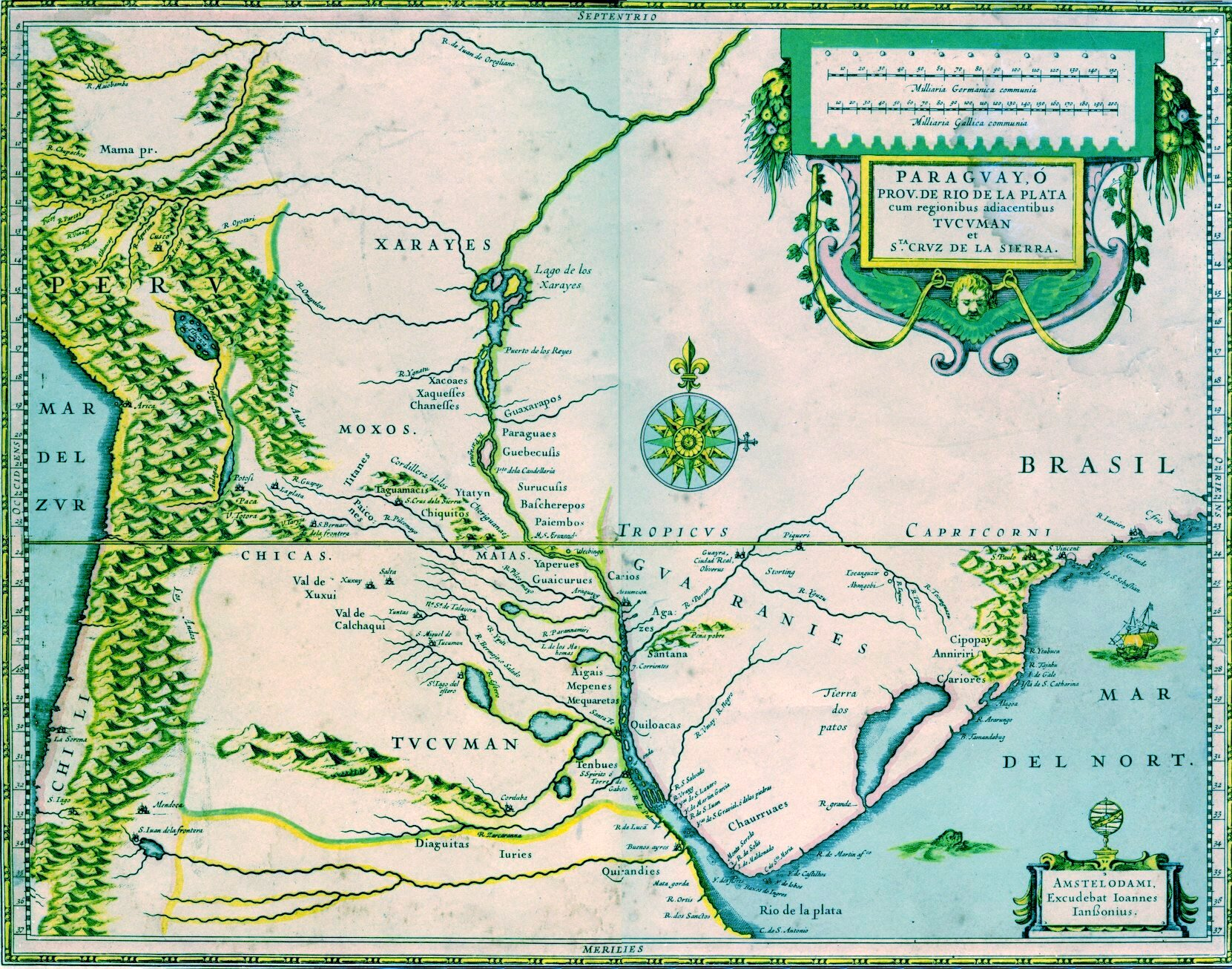
El Virreinato del Perú con la Real Audiencia de Charcas, la gobernación del Tucumán y del Río de la Plata y del Paraguay, en un mapa de 1600.

En 1549, Juan de Garay formó parte de la expedición de Juan Núñez de Prado que había sido nombrado gobernador del Tucumán —en la actual Argentina— enviado por Pedro de la Gasca quien era el presidente de la Real Audiencia de Lima, siendo el virrey peruano y marqués de Cañete, Antonio de Mendoza.
Núñez de Prado quien antes de gobernador fuera el alcalde de Potosí, fundó en el año 1550 la ciudad de «El Barco I» —el primer asentamiento de la actual ciudad argentina de Santiago del Estero, y en donde diez años después Zurita fundara la ciudad de Cañete— pero a finales de mayo o junio de 1551 hizo mudarla al noroeste, en los valles del río Calchaquí y se la conocería como «El Barco II» —posteriormente en la zona cercana se fundarían localidades de efímera duración, por ser destruidas por la facción calchaquí de los aborígenes diaguitas, como ser «Córdoba del Calchaquí» por Zurita en 1559, «San Clemente de la Nueva Sevilla» por Gonzalo de Abreu y Figueroa en 1577, «Nuestra Señora de Guadalupe» por Felipe de Albornoz en 1630 y la misión de San Carlos hacia 1638 hasta alrededor de 1660 por los jesuitas y que fue restablecida en 1667— dicho traslado ocurrió por problemas jurisdiccionales con el gobernador chileno Pedro de Valdivia, que había enviado a su segundo Francisco de Villagra a resolver la situación.
En junio de 1552 los oidores de la Audiencia limeña ordenaron nuevamente su traslado hacia la región de los Juríes, por lo cual fue asentada sobre la margen del río Dulce —actual provincia argentina de Santiago del Estero—  y de esta forma pasó a conocerse como «El Barco III», aunque en 1553, Núñez de Prado y algunos de sus hombres fueron apresados por Francisco de Aguirre, en la citada población, ya que seguía presentando problemas de jurisdicción, entonces este último resolvería volver a trasladarla a su actual emplazamiento, rebautizándola con el nombre de «Santiago del Estero del Nuevo Maestrazgo».

### Proveedor del ejército en la gobernación chilena
Juan de Garay no fue detenido por Aguirre aunque también pasó a la gobernación de Chile pero como proveedor del ejército. Núñez de Prado, estando preso en esas tierras, apeló ante el virrey del Perú y por mandato de los oidores de la Audiencia fue enviado a Lima, en donde fue juzgado.
Luego de darle la razón a Núñez de Prado, la Audiencia limeña lo liberó y lo confirmó en el cargo de gobernador del Tucumán mediante real provisión del 13 de febrero de 1555, del que Aguirre lo había destituido, pero en una nueva expedición en que Juan de Garay volvió a acompañarlo, este siguió participando en la misma aun después de desaparecer aquel de la escena política y de la historia.

### Viaje a Charcas y erección del puerto de Arica
En 1556 Garay se mudó a Potosí, cuatro años antes de la Primera Guerra Calchaquí, y se relacionó de nuevo estrechamente con sus parientes que residían allí, especialmente con su otro tío materno Juan Ortiz de Zárate.
Desde esta última fecha, Garay centraba sus actividades en la provincia de Charcas —actual Bolivia— en donde el hijo del virrey y futuro gobernador de Chile, García Hurtado de Mendoza, le encomendó trazar un camino a la costa del océano Pacífico que permitiera un comercio más activo de la «Villa Imperial», y para tal fin, estableció el puerto de Arica, villa que había sido fundada oficialmente el 25 de abril de 1541 por Lucas Martínez Vegaso, y ejerció nuevamente con el cargo de proveedor del ejército.

### Cofundador de Santo Domingo de la Nueva Rioja
En 1557, luego de la muerte del capitán Martín Robles, Garay se integró con el grado de capitán a la expedición de conquista de Andrés Manso para poblar los territorios más allá de la «Villa de La Plata», y de esta forma asistiría a la fundación de la villa Santo Domingo de la Nueva Rioja, sobre la orilla izquierda del río Condorillos o Parapetí y cerca de los Bañados del Izozog, la cual duraría unos siete años antes de ser destruida por los aborígenes chiriguanos. En esta oportunidad fue que Garay conocería a Ñuflo de Chaves que por problemas jurisdiccionales con Manso, retrasaría su labor de conquista.
Hacia 1558 había retornado a casarse a la ciudad de Asunción del Paraguay, luego de confesar tener un hijo homónimo de tres años con una manceba aborigen, y en donde nació su primera hija: María de Garay, en el año 1559.
En cuanto a Chaves, este con sus 158 soldados se dirigió a la comarca de los aborígenes chiquitos, para fundar el 1 de agosto de 1559 una nueva ciudad que se llamaría Nueva Asunción o «La Barranca», en la orilla derecha del río Guapay que solo duraría unos cinco años antes de ser destruida por los chiriguanos, y sus habitantes trasladados a una nueva villa a 170 km al este, en la que hoy se conoce como Santa Cruz la Vieja.
Luego de la confrontación con los hombres de Manso en donde se encontraba Garay, aquel y Chaves habían marchado hacia Lima a finales del citado año, para reclamar sus derechos respectivos ante el virrey Andrés Hurtado de Mendoza quien en 1560 nombró a su hijo García Hurtado de Mendoza como administrador de la nueva comarca incorporada a la que llamaría gobernación de Moxos —que incluía a la futura gobernación de Santa Cruz de la Sierra y la de Chiquitos— a la vez que este nombrara como su lugarteniente a Ñuflo de Chávez quien se transformaría en el gobernador interino ya que aquel estaba residiendo en la gobernación de Chile.
Andrés Manso no se conformó con el dictamen virreinal, por lo que resistió a dichas órdenes, siendo apresado y enviado a la villa de La Plata, aunque por poco tiempo ya que se fugaría ayudado por el alcalde y prepararía una rebelión con veinte compañeros, pero Garay no adhirió a su causa porque se mantuvo leal a la disposición del virrey Mendoza.

### Cofundador de Santa Cruz de la Sierra en la Chiquitania
El 26 de febrero de 1561 Garay participó junto a Ñuflo de Chaves en la fundación de la primera Santa Cruz de la Sierra —estaba situada a 14 leguas o bien a unos 56 km oesudoeste de la actual San José— ubicada originalmente en los Llanos de Chiquitos, de la que fue regidor de su cabildo y tuvo asignada una encomienda de indios.
En esta nueva ciudad citada tuvo con su esposa por lo menos dos hijos cruceños: Jerónima y el homónimo Juan de Garay "el Legítimo". A mediados del año 1568 partió otra vez hacia la Asunción, llevando consigo a su esposa y sus tres hijos legítimos, además de su hijo natural de unos 13 años de edad, por lo que tuvieron que atravesar el Chaco Boreal y el belicoso territorio de los guaycurúes.

## Alguacil mayor rioplatense-paraguayo y fundador de Santa Fe

### Nombramiento como alguacil mayor de la gobernación
En 1567 el tío materno de Juan de Garay, el capitán Juan Ortiz de Zárate, fue nombrado adelantado interino por el virrey del Perú —ya que desde el 19 de octubre de 1564 le había sido asignado el cargo de sexto gobernador del Río de la Plata y del Paraguay luego de destituir a Francisco Ortiz de Vergara— y por lo cual Zárate hizo ocupar el cargo de lugarteniente asunceño a Felipe de Cáceres quien a su vez, nombró capitán a Juan de Garay, pidiéndole que "traiga a gentes a la provincia de Paraguay".
Juan de Garay había partido hacia Asunción con su familia y llegó luego de unos cuatro meses, el 11 de diciembre de 1568, y en el transcurso del viaje lo nombraron el 8 de diciembre como alguacil mayor del Río de la Plata.

### Orden a Melgarejo para fundar Villa Rica en el Guairá
Bajo este cargo, a finales del año 1569, dio la orden al capitán Ruy Díaz de Melgarejo para fundar una ciudad que se llamaría Villa Rica del Espíritu Santo con el objetivo de afianzar las posesiones españolas en las zonas deslindadas por el Tratado de Tordesillas, además de sospechar de la existencia de una importante mina de oro.
Dicho capitán partió en esa fecha desde Asunción hacia el Guayrá y una vez en Ciudad Real salió con 40 hombres para erigirla, y el 14 de mayo de 1570 a 60 leguas de la misma, la fundó en su primer emplazamiento provisional que estaría entre las nacientes de los ríos Piquiri e Ivaí y en donde mandó construir una iglesia y una fortaleza para luego trazar el poblado, y aunque las minas auríferas no fueran halladas, sí descubrieron una de hierro.

### Expedición de Garay por el río Paraná
El 3 de abril de 1573 Martín Suárez de Toledo, como gobernador interino del Río de la Plata y del Paraguay, le encargó a Garay una expedición por el río Paraná que tenía como finalidad fundar una urbe que facilitara a la ciudad de Asunción la salida al mar y la comunicación con la metrópoli. De esta forma, se organizó una expedición integrada por 80 mancebos de la tierra, en un bergantín, embarcaciones menores y caballos, con 75 nativos guaraníes y 9 españoles. Se componía de dos grupos, uno por el Paraná que mandaba el propio Juan de Garay y otro por tierra a cargo de Francisco de Sierra y Ron que recorrería la margen izquierda del río, evitando así los bosques del Chaco y llevando las carretas, el ganado, los caballos y otros elementos necesarios para la fundación.
Garay salió de Asunción el 14 de abril de 1573 aunque el que iba por tierra lo hizo meses antes. Además, el gobernador Suárez de Toledo le había encargado la escolta de la carabela San Cristóbal de la Buenaventura capitaneada por Ruy Díaz de Melgarejo y su segundo el capitán Espinosa en donde llevaría preso a España a Felipe de Cáceres que había sido depuesto por el obispo Pedro Fernández de la Torre que también viajaba para formular oficialmente la acusación ante la Corte.
Tal como indica el poder de Suárez de Toledo, Juan de Garay llevaba: 

[...] muchas armas y municiones e mucho número de caballos, bastimentos, ganados, plantas, semillas, gente de servicio, fragua e todos los demás pertrechos necesarios.

Los dos grupos se encontraron en un lugar llamado «La Punta del Yeso», justo enfrente de la actual Cayastá, avanzando juntos por el río San Javier, entonces llamado río de la Quiloazas.
Garay decidió desembarcar muy pronto y eligió la orilla sudoeste del río (donde hoy se encuentran las ruinas de Santa Fe la Vieja, a 5 km de Cayastá) construyendo un pequeño asentamiento allí. Desde ese lugar partió una pequeña expedición de exploración para encontrar un lugar más apropiado. Durante estas exploraciones de búsqueda coincidió con Jerónimo Luis de Cabrera que también estaba explorando el Paraná e intentando erigir una ciudad para apoyar la recién fundada Córdoba. Como resultado de este encuentro Juan de Garay decidió dar la categoría de ciudad al pequeño asentamiento, al cual regresó el 30 de septiembre.

### Su expresión característica: "abrir puertas a la tierra"
La expresión «abrir puertas a la tierra», que hizo suya Juan de Garay, fue la máxima de toda la administración española en esa parte de América. Con ella se quería indicar la necesidad de fundar ciudades para romper el aislamiento de Asunción hacia los dos lados, uno río abajo abriéndola al mar y conectándola con la metrópoli, y hacia el Alto Perú, centro político y económico de la época.

### Fundador de la ciudad de Santa Fe en su primera ubicación
El 15 de noviembre de 1573, Juan de Garay, por orden de Martín Suárez de Toledo, fundó oficialmente la ciudad de Santa Fe en su primer emplazamiento. Según recogió el escribano Pedro E. Espinosa: "Juan de Garay, en pie, junto al «palo rollo», símbolo de la justicia y el poder real", y realizó la fundación con las siguientes palabras:

"Yo Juan de Garay, Capitán de Justicia mayor en esta conquista y población del Paraná y Río de la Plata... Digo que... fundo y asiento y nombro esta ciudad de Santa Fe, en esta provincia de Calchines y Mocoretás, parecerme que en ella hay cosas que convienen para la perpetuación de dicha ciudad: agua, leñas y pastos, pesquerías y casas y tierras y estancias para los vecinos y moradores de ella y repartirles como su majestad lo mande [...] "
Extracto del Acta de la fundación de Santa Fe

Los miembros del cabildo de la nueva ciudad fueron designados por el propio Garay. Entre las opciones de Suárez de Toledo para la ubicación de la urbe estuvo, incluso, la de hacerla en Banda Oriental, ya sea a orilla de los ríos San Juan o San Salvador, o de lo contrario en la isla San Gabriel.
El 23 de junio de 1576 la ciudad pasaría a llamarse «Santa Fe de Luyando» por orden del gobernador interino del Río de la Plata y del Paraguay, Diego Ortiz de Zárate y Mendieta, un primo de Garay. Fue así que el nombre fue cambiando hasta retornar al original de «Santa Fe de la Vera Cruz» pero esta vez en el nuevo emplazamiento.
Respecto a esta primera ubicación de la ciudad, solo duraría unos 80 años, por lo que se la conoce como «Santa Fe la Vieja», ya que luego se la mudaría unos kilómetros hacia el sur por motivos de seguridad, a causa de los ataques de los guaycurúes. El traslado duró diez años, ya que comenzó el 5 de octubre de 1650 y terminó hacia diciembre de 1660.

## Teniente de gobernador de Santa Fe y teniente general de Asunción

### Nombramiento santafesino y cofundador de la ciudad Zaratina
Elegidos los miembros del cabildo santafecino, nombraron de común acuerdo a Juan de Garay el 12 de marzo de 1574, como teniente de gobernador de Santa Fe, cargo confirmado por el adelantado Juan Ortiz de Zárate el 7 de junio del mismo año.
En el mes de mayo de este último año, Garay acompañaría al adelantado Juan Ortiz de Zárate a la Banda Oriental y cerca de la desembocadura del río San Salvador fundaría a la ciudad Zaratina del San Salvador —en las cercanías de la actual ciudad uruguaya de Dolores— con pobladores de Santa Fe pero duraría hasta su abandono tres años después.

### Teniente de gobernador general de Asunción
Una vez que Juan Ortiz de Zárate confirmara ante el rey el título de adelantado el 10 de julio de 1569 y retornara al Río de la Plata el 17 de octubre de 1572, en noviembre de 1573 arribó con una armada a la isla San Gabriel en donde levantó un fortín pero al quedar aislado por la resistencia de los aborígenes charrúas, Garay iría en su auxilio en mayo del siguiente año y luego de derrotarlos en la batalla de San Salvador, Zárate podría pasar a tierra firme para ocupar el cargo de gobernador recién en el mismo mes de 1574 hasta 1576, fecha en que fallecería.
El adelantado había designado para que lo sucediera a quien se casara con su hija Juana Ortiz de Zárate y Yupanqui. Mientras eligiese a los candidatos para desposarla, designó a su sobrino Diego Ortiz de Zárate y Mendieta para que ocupara interinamente el gobierno, hecho que se consumaría desde 1576 hasta 1577. Este, a su vez, designó como alcalde de Asunción a Luis Osorio.
En enero de este último año, luego de que Garay resolviera el tema de la despoblación de la «Ciudad Zaratina» cuyos pobladores huían hacia Santa Fe, Córdoba y Tucumán, se dirigió hacia el Perú ya que había sido nombrado tutor de Juana de Zárate, por lo cual tuvo que pasar por esta primera ciudad nombrada y luego por Santiago del Estero. Al dirigirse al Tucumán, Gonzalo de Abreu y Figueroa que había salido de Córdoba, lo obligó a ayudarle con la fundación de la «Ciudad de San Clemente de la Nueva Sevilla» sobre las ruinas de la anterior Córdoba de Calchaquí —fundada en marzo de 1559 por Juan Pérez de Zurita y destruida en 1560 durante la primera guerra con aborígenes lugareños, cuya ubicación actual es la localidad de Chicoana— que duró pocos días y luego de varias luchas contra los calchaquíes, la refundó pero en otro lugar —al sudeste de la actual Rosario de Lerma— pero también sería arrasada. Por tercera y última lo intentaría aunque también terminaría destruida. En marzo del mismo año, Garay pudo desprenderse de esta obligación para poder seguir con su viaje, hasta llegar a Lima.
Cuando Mendieta por sus excesos fuera depuesto en Santa Fe y tuviera que ausentarse para viajar a Charcas, designó en el mismo día 3 de mayo de 1577 a Osorio como su lugarteniente, haciéndose cargo del gobierno interino del Río de la Plata y del Paraguay, desde esa fecha hasta la llegada del nuevo adelantado. Durante la gestión de este último se despobló definitivamente la «Ciudad Zaratina de San Salvador», el 20 de julio del mismo año y ya ocupando nuevamente su cargo de alcalde mayor de Asunción mandaría una tropa de 30 arcabuceros a sofocar la rebelión de los guaraníes del norte asunceno que estaban liderados por el cacique mesiánico Oberá pero sin mayores resultados.
Finalmente el elegido para casarse con Juana de Zárate fue Juan Torres de Vera y Aragón, consumándose en secreto a mediados de 1577 y por lo cual este sería nombrado el cuarto adelantado, y Juan de Garay su albacea, aunque no pudiera ocupar inmediatamente el cargo de gobernador del Río de la Plata y del Paraguay, dado que fue perseguido y apresado por el virrey Francisco de Toledo que estaba contrariado por no haber logrado casar a su candidato matrimonial. Garay logró huir de Lima y se refugió en Santa Fe, y finalmente Torres de Vera asumiría en el cargo el 3 de diciembre del mismo año. Durante su gobierno la ya citada «Ciudad Zaratina de San Salvador» que fue atacada por los charrúas, Garay fue en su auxilio, valiéndole el ascenso a teniente de gobernador general de todas las provincias del Río de la Plata con sede en Asunción y también lo nombró como su lugarteniente.
La impopularidad del adelantado hizo que el procurador de Asunción, Juan Caballero de Bazán, llevara las reclamaciones a la Audiencia de Charcas que fueran recibidas con favorable acogida. De esta forma, el 15 de septiembre del siguiente año sería apresado en Charcas y quedaría Osorio como su reemplazante.

## Gobernador del Río de la Plata y del Paraguay

### Reconocimiento como gobernador y colonización del alto Paraguay
Luis Osorio que había sido nombrado lugarteniente de Mendieta cuando fue a Charcas, entregó inmediatamente el gobierno a Juan de Garay el 15 de septiembre de 1578, por alegar que este tenía más derecho porque había sido nombrado lugarteniente por ambos adelantados cuando fundara y defendiera la «Ciudad Zaratina de San Salvador».
Una vez gobernador, Garay dirigió una campaña en 1579 a la región del Jejuy o Jejuí y a la zona de los ñuaras o Itatín —que desde el 13 de enero de 1596 fuera la tenencia de gobierno de Santiago de Jerez y el cual sería posteriormente el actual estado brasileño de Mato Grosso del Sur— y luego de derrotar al cacique Oberá, decidió fundar una ciudad en la región cercana a la laguna de Xarayes, Jarayes o Gran Pantanal del alto río Paraguay.

### Orden para fundar a Santiago de Jerez por Melgarejo
Para concretar su objetivo designó al teniente de gobernador del Guayrá, el capitán Ruy Díaz de Melgarejo, que partió de Asunción en 1580 con 60 soldados y hacia la latitud 19.ºS, sobre la orilla del este o diestra del río Mbotetey o Miranda que es afluente oriental del Paraguay, fundaría la primera ciudad de Santiago de Jerez aunque sería abandonada al poco tiempo por sus habitantes, ya que carecía de minas la región, además de no haber tráfico comercial y estar asediada continuamente por los guaycurúes.

## Fundador de la ciudad de Buenos Aires y deceso

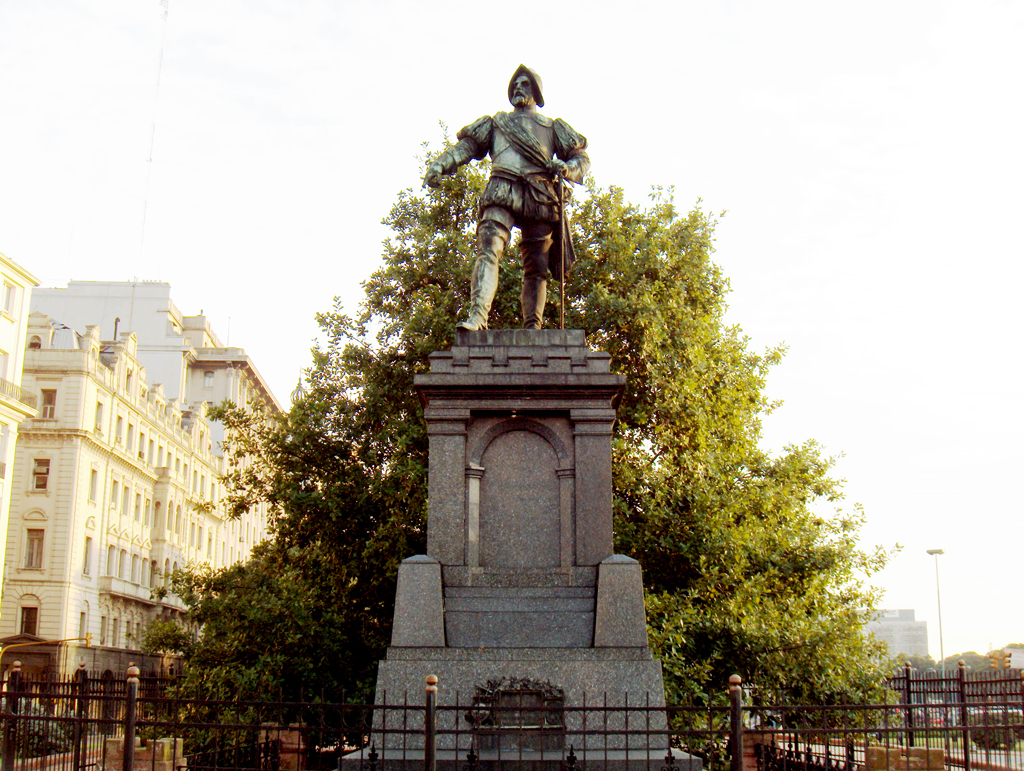
Monumento a Juan de Garay en Buenos Aires, frente a la Casa Rosada. Detrás de la estatua puede verse un brote del Árbol de Guernica, símbolo del País Vasco.

### Colonos asuncenos para la segunda fundación de Buenos Aires
En enero de 1580 Juan de Garay, por orden de Juan Torres de Vera y Aragón, comenzó los preparativos de la segunda fundación de Buenos Aires. Se pretendía poblar la nueva ciudad con gente de Asunción, para lo cual se promulgó un bando ofreciendo tierras y otras mercedes. Se apuntaron 200 familias guaraníes y 76 de colonos. Se llevó todo lo necesario por el río en la carabela Cristóbal Colón y dos bergantines entre otras naves menores, expedición que salió el 9 de marzo del mismo año. Además de los colonos iban 39 soldados. Una parte del convoy fue por tierra y partió un mes antes.

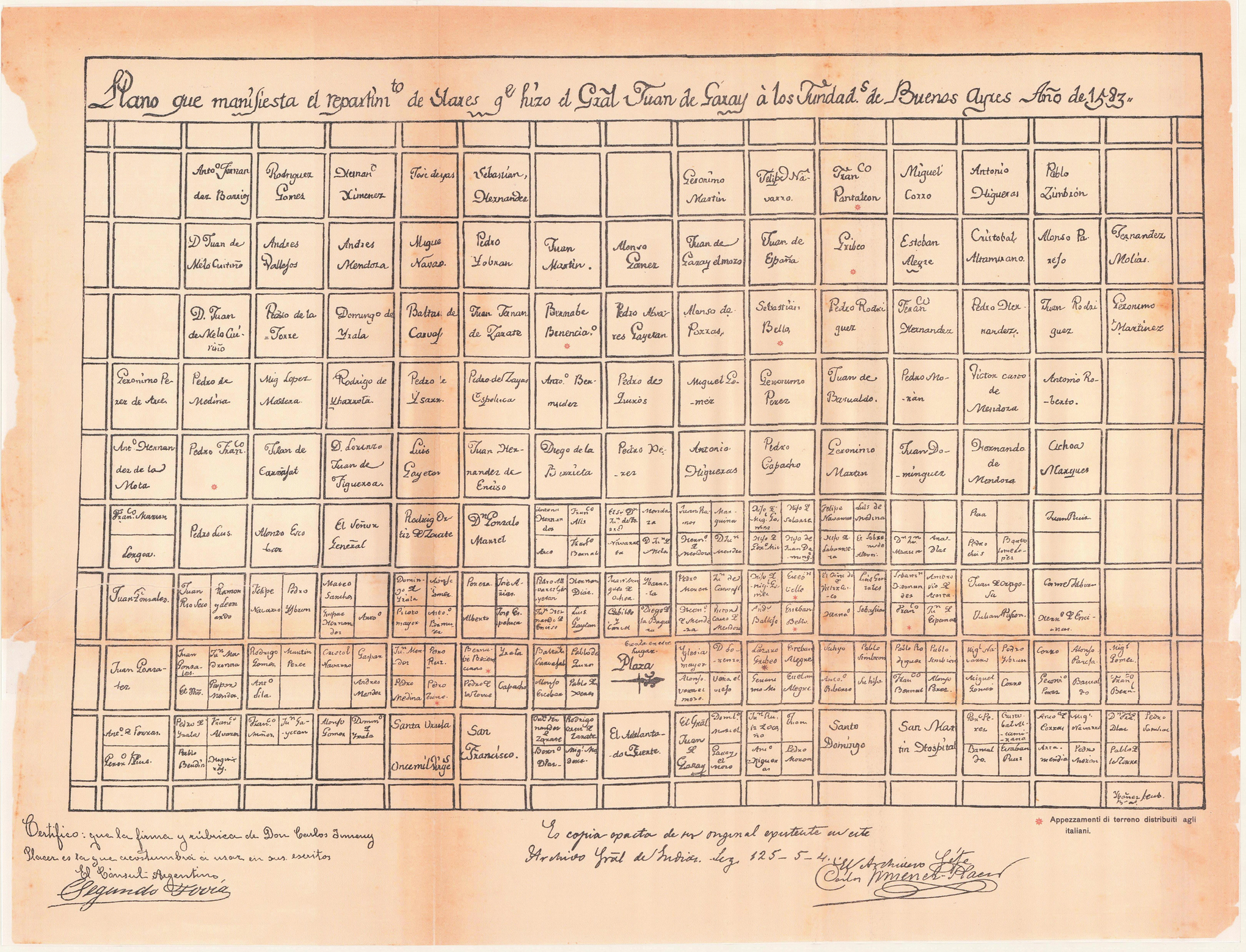
Repartimiento de parcelas de Buenos Aires, realizada por el gobernador Garay (según Leyes de Indias de 1580).

El domingo 29 de mayo de 1580, Juan de Garay llegó a la boca del Riachuelo. Desembarcó justo en el lugar donde años antes lo había hecho el adelantado Pedro de Mendoza e instaló un campamento; la columna que viajaba por tierra llegó un mes después. Para el miércoles 11 de junio ya se había levantado un pequeño asentamiento, algo más hacia al norte de la fundación anterior, que dio base a la nueva ciudad de Buenos Aires. Ese día se celebraron las ceremonias fundacionales. Es importante recalcar una parte del acta fundacional:

[...] yo Juan García Garay, teniente de Governador y Capitán General y Justicia mayor y alguacil mayor en todas estas provincias, por el muy Ilustre el Licenciado Juan de Torres de Vera y Aragón, del Consejo de su magestad, y su oidor en la Real Audiencia de la ciudad de la Plata en los Reynos del Pirú, Adelantado..., y en lugar del dicho señor Adelantado Juan de Torres de Vera y Aragóon... estando en este Puerto de Santa María de los Buenos Ayres, hago y fundo una ciudad... La iglesia de la cual pongo su advocación de la Santísima Trinidad... y la dicha ciudad mando que se intitule Ciudad de la Trinidad.

### El acta fundacional y los primeros cabildantes porteños
El acta fundacional de la nueva urbe llama a esta «Ciudad de Trinidad», en recuerdo de su llegada que tuvo lugar el domingo de la Santísima Trinidad. El puerto de la misma recibió el nombre de «Santa María de los Buenos Aires». Ortiz de Zárate había denominado oficialmente a la región como «Nueva Vizcaya», en honor a su tierra natal.

Antiguo escudo de la ciudad de Buenos Aires que actualmente forma parte de su bandera.

Se plantó el «árbol de justicia» o símbolo de la ciudad, y tal como se acostumbraba y era obligatorio en tales casos, blandió la espada en las cuatro direcciones y dio un tajo a la tierra para señalar la posesión, y repartieron tierras entre los 63 pobladores que lo acompañaban, algunos presentes en la primera fundación.
Fueron nombrados alcaldes Rodrigo Ortiz de Zárate y Gonzalo Martel de Guzmán y se formó el Cabildo con seis regidores, siendo uno de ellos el general Alonso de Escobar, a la vez que se asignó el escudo de armas de la nueva ciudad, cuadrado blanco con águila negra coronada, con las alas totalmente desplegadas, sosteniendo la cruz roja de Calatrava en su pata derecha. También se asignaron encomiendas. Todo ello quedó registrado en el acta del acontecimiento redactada por el escribano Pedro de Jerez y tres testigos.

### Ataques de aborígenes tehuelches del cacique Tabobá
La nueva fundación fue atacada por los indígenas, mandados por su jefe Tabobá, pero Garay fue advertido del ataque por Cristóbal de Altamirano, que estaba prisionero de aquel, lo cual sirvió para organizar la defensa. En ese ataque el procurador Juan Fernández de Enciso dio muerte a Tabobá.
En octubre del citado año Garay volvió a Santa Fe y regresó a Buenos Aires en febrero del siguiente. A mediados de 1581 fue por tierra hasta cabo Corrientes —donde hoy se asienta la ciudad de Mar del Plata— en busca de la mítica «Ciudad de los Césares».

### Parcelamiento y distribución de terrenos a los primeros vecinos
Mientras tanto, el licenciado Ruano Téllez que había hecho escala en Vitória en el Brasil, adonde se había casado con Yomar de Melo, para dirigirse con ella y su sobrino a través del Río de la Plata a la homónima villa de La Plata de la Nueva Toledo para ocupar el puesto de fiscal de la Real Audiencia de Charcas,  adquirieron dos manzanas de tierra a nombre del joven sobrino fidalgo real portugués Juan de Melo Coutiño, de unos 10 años de edad, para cuando se casase y como así ocurriría diez años después.
En enero de 1582 Garay llegó a la ciudad de Buenos Aires, posteriormente a la partida del fiscal Ruaño que ya estaba de viaje rumbo al noroeste —junto a su esposa y su sobrino— de donde retornó a Santa Fe y luego a Asunción, ciudad adonde comenzaría a ver que la nueva urbe podría desplazar su capitalidad.

### Fallecimiento
En marzo de 1583, Juan de Garay acompañó a Alonso de Sotomayor en el trayecto de Buenos Aires a Santa Fe. El convoy de botes estaba compuesto por 40 hombres, un franciscano y algunas mujeres. El 20 de marzo se desorientaron (entre las numerosas islas y lagunas del río Paraná) y entraron en una laguna desconocida, por lo cual Garay, algunos de sus hombres, el fraile franciscano y dos mujeres decidieron pasar la noche en tierra, a fin de no dormir incómodamente a bordo de la pequeña embarcación.
Su campamento fue atacado por los indios del lugar, que mataron a Garay, al franciscano, a una de las mujeres y a 12 de sus 40 soldados.
Si bien no está documentado el lugar exacto de aquellos hechos, existen varias hipótesis sobre su ubicación:
- En una laguna de las islas frente a la costa de la actual ciudad de Baradero, unos 140 km al norte de Buenos Aires.[79]

- En una laguna en la costa de la actual ciudad de San Pedro, unos 30 km al noroeste de Baradero.[80]

- En la laguna Montiel ―una red de lagos dentro de las islas entrerrianas que se encuentran frente a la desembocadura del arroyo Pavón (provincia de Santa Fe) en el río Paraná―, como expresa el historiador Manuel María Cervera (1863-1956).
- En las lagunas isleñas en las cercanías de las ruinas del fuerte Sancti Spíritus, el antiguo fuerte de Sebastián Caboto ubicado en la desembocadura del río Carcarañá en el río Paraná, que fue destruido por los indígenas en 1529; según afirmó el historiador Cervera.[79]
- En una laguna isleña frente a la actual ciudad de Coronda (Garay habría remontado involuntariamente el río Coronda, paralelo al río Paraná).[79]
- En una laguna frente a la costa que más tarde se llamaría Punta Gorda (unos 80 km al norte del fuerte Sancti Spíritus), que en la actualidad está ocupado por la ciudad de Diamante, en la provincia de Entre Ríos, unos 120 km al sur del antiguo emplazamiento de la villa de Santa Fe y a unos 40 km al sur de la actual ciudad de Santa Fe).[81]
- En la red de lagunas frente al actual emplazamiento de la ciudad de Santa Fe), unos 90 km al sur del antiguo emplazamiento de la villa de Santa Fe.[82]

Se desconoce la etnia de los guerreros («cuarenta indios que habitaban por allí») que mataron a Garay. Los distintos historiadores mencionan a
- los querandíes, pero estos casi nunca llegaban hasta el río Paraná: se los encontraba entre el centro de la provincia de Buenos Aires (al sureste) y las Sierras Grandes de Córdoba (al noroeste), a unos 300 km del río Paraná;
- los minuanes, tal como lo expresa Del Barco Centenera ―testigo privilegiado―, quien los denominó mañanues.

## Matrimonio y descendencia
El hidalgo Juan de Garay Ochandiano y Mendieta Zárate tuvo una relación prematrimonial con una aborigen chiriguana y solo se casó una vez con una infanzona hispano-extremeña:
1) - Se unió en matrimonio hacia 1558 en la ciudad de Asunción del Paraguay con Isabel de Becerra y Mendoza (Cáceres de la Extremadura castellana, ca. 1535-Santa Fe la Vieja, ca. 1608), una hermana de Elvira de Becerra y Contreras Mendoza —quien se enlazó con el capitán Ruy Díaz Melgarejo, teniente de gobernador del Guayrá de 1575 a 1585 y fundador de Ciudad Real del Guayrá en 1556, de Villa Rica del Espíritu Santo en 1570 y Santiago de Jerez del Itatín en 1580— siendo ambas, las hijas del capitán Francisco de Becerra (Cáceres, 1511-costa Mbiaza, 1553) y de Isabel de Contreras Mendoza (n. Medellín, ca. 1518), nietas maternas de Álvaro de Contreras y Carvajal (n. Badajoz, ca. 1480), alcaide de la fortaleza de Mérida, y de su esposa Juana Carrillo de Mendoza.
Por lo tanto, ambas hermanas eran bisnietas maternas por la vía femenina de Álvaro de Mendoza y Luna, señor de La Torre de Esteban Hambrán desde 1502 —cuyos padres eran el segundo duque Íñigo López de Mendoza y María de Luna y Pimentel— y de su mujer Teresa Carrillo de Castilla, la cual a su vez era una hija de Alfonso Carrillo de Acuña y de su mujer Leonor Álvarez de Toledo y Guzmán, nieta paterna de María de Castilla (n. 1400), señora de Mandayona, y de su esposo Gómez Carrillo de Acuña y bisnieta paterna por vía femenina del infante Diego de Castilla —apresado durante 55 años en el castillo de Curiel de Duero por su tío Enrique de Trastámara, el cual fuera el incipiente rey de la nueva dinastía luego de la primera guerra civil castellana— y de su concubina Isabel de Salazar.
La citada familia de Isabel —padres y hermana— había arribado a la América del Sur en 1550 en el bergantín La Concepción del capitán Juan de Salazar Espinosa quien fuera el fundador de la ciudad de Asunción en 1537, y dirigido por Mencia Calderón Ocampo "la Adelantada", la cual acompañada por el hidalgo Fernando de Trejo y Carvajal fundarían en 1553 en la costa atlántica, el efímero poblado español de San Francisco de Mbiaza —poco más de un siglo después resurgiría como una villa portuguesa— y en donde nacería el futuro obispo tucumano Hernando de Trejo y Sanabria.
Antes del matrimonio, Juan de Garay le había confesado a su futura esposa de la existencia de su homónimo hijo natural de unos tres años de edad, quien por respuesta obtuviera que ella misma "desearía criarlo a la usanza castellana".
Fruto del enlace entre Juan de Garay e Isabel Becerra hubo seis hijos legítimos documentados:
- María de Garay (n. Asunción, 1559) se había unido dos veces en matrimonio:

1) - En primeras nupcias el 6 de marzo de 1585 en la primera ciudad de Santa Fe con el general Gonzalo Martel de Cabrera (Cuzco, ca. 1562-Córdoba, 12 de marzo de 1599) —hijo del adelantado Jerónimo Luis de Cabrera— que era señor de la encomienda de La Lagunilla en 1577, alférez real, alcalde de segundo voto de Córdoba en 1585 y corregidor de Larecaja —en el Alto Perú— en 1596. De este enlace entre María de Garay y Gonzalo de Cabrera hubo por lo menos un hijo: Jerónimo Luis II de Cabrera y Garay (Córdoba, 1586-ib., 18 de junio de 1662) quien fuera maestre de campo y el sucesivo gobernador del Río de la Plata en 1642, de Chucuito en 1646 y del Tucumán en 1659 que se uniría en matrimonio con su prima Isabel de Saavedra y Garay Becerra (n. ca. 1590) y tuvieron por lo menos cuatro hijos, siendo el primogénito Jerónimo Luis III de Cabrera y Saavedra (1612-1699), maestre de campo, gobernador de Chucuito y teniente de gobernador de Salta, Jujuy y Esteco en 1660.
2) - En segundas nupcias con el capitán Pedro García de Arredondo (f. 1618) que era el alcalde de Córdoba y posteriormente fuera nombrado por el gobernante Hernandarias, como teniente de gobernador de Buenos Aires desde el 9 de mayo de 1615, y concibieran por lo menos una hija: Francisca de Mendoza Garay y Arredondo (Santa Fe la Vieja, 1606 - Córdoba, diciembre de 1667) quien se enlazaría tres veces, siendo sus primeras nupcias con Félix de Zúñiga Cabrera y Villarroel (Córdoba, 1606-estancia del Totoral, 1640) —el octavo hijo de Pedro Luis de Cabrera y Martel y de Catalina de Villarroel Maldonado y por ende, nieto paterno de Jerónimo Luis de Cabrera y materno de Diego de Villarroel— con quien concibió siete hijos.
- Jerónima de Garay —o bien Jerónima de Contreras— (primera Santa Cruz de la Sierra, ca. 1563-Santa Fe la Vieja, febrero de 1649), había sido bautizada en la ciudad de nacimiento, se casó en 1582 con Hernando Arias de Saavedra "Hernandarias" y con quien concibió a tres hijas: Jerónima, Isabel y María. A los ocho años de enviudar, siendo ya anciana, donaría el 5 de octubre de 1642 la virgen que se conserva en el convento santafesino de San Francisco. Testaría el 5 de octubre de 1643 y en un codicilo del 5 de febrero del año de fallecimiento, expresa que Jerónima hizo una donación de cuatrocientos pesos fuertes (3200 reales o bien 400 monedas de plata de 8 reales) a su sobrino fray Juan de Garay Saavedra quien en ese entonces residiera en España.

- Juan de Garay «el Legítimo» (primera Santa Cruz de la Sierra, ca. 1565-Santa Fe la Vieja, octubre de 1638) había sido nombrado el 16 de mayo de 1615 por el nuevo gobernador de esas tierras —su cuñado Hernandarias— como teniente de gobernador de Santa Fe y se había unido en matrimonio con Juana de Saavedra y Sanabria (f. 1640) —una hija del general Martín Suárez de Toledo, gobernador interino del Río de la Plata y del Paraguay, y de su esposa María de Sanabria Calderón, nieta de los nominales adelantados Juan de Sanabria y de Mencia Calderón, y además, sobrina del sucesor también fallido, Diego de Sanabria— y quienes tendrían por lo menos cinco hijos: Isabel de Garay Saavedra, Cristóbal de Garay Saavedra que se enlazó con Antonia de Cabrera y Zúñiga Villarroel —la cuarta hija de Pedro Luis de Cabrera y Martel— además de Mariana de Garay Saavedra que se unió en segundas nupcias con su concuñado Juan de Cabrera y de Zúñiga Villarroel, Bernabé (f. 1660) y fray Juan de Garay Saavedra.

- Tomás de Garay y Becerra (Asunción, ca. 1566-ib., entre enero y mediados de julio de 1608) fue un hidalgo familiar del Santo Oficio, nombrado regidor de Asunción en 1586 y en 1592, además de teniente de gobernador de Buenos Aires en 1603 y en 1605, y se casó con Juana de Morales de quien hubo tres hijos, para luego avecindarse en Buenos Aires.

- Ana de Garay (n. Asunción, ca. 1571) se casó con Gonzalo de Luna y Trejo —un sobrino del obispo Hernando de Trejo y Sanabria— por lo que se avecindó en la ciudad de Santiago del Estero y con quien tuvo descendencia.

- Cristóbal de Garay (n. Asunción, ca. 1572) fue un capitán con actuación en Santa Fe que fallecería soltero.

2) - Fruto de una unión prematrimonial de Juan Garay con una manceba aborigen de nombre desconocido —una hija del cacique cautivo de la etnia chiriguano o avá guaraní— había tenido un hijo mestizo e ilegítimo que sería criado con costumbres europeas:
- Juan de Garay «el Mozo» (ca. 1555-Buenos Aires, 30 de enero de 1610) que figuró con él en la fundación de Buenos Aires y en el primer repartimiento de tierras, además de ser nombrado alcalde ordinario de primer voto de Buenos Aires en 1604, alcalde de la Santa Hermandad en 1605, y en el año 1606 se unió tardíamente en matrimonio con la joven Juana de Espíndola y Palomino (n. Asunción, ca. 1570) y con quien tuvo tres hijos: María (1598-1652), Ana (n. 1606), y Manuel de Garay (n. 1610).